# William N. Baltz
William Nicolas Baltz (* 5. Februar 1860 in Millstadt, Illinois; † 22. August 1943 ebenda) war ein US-amerikanischer Politiker.

## Leben
Nach Ende seiner Schulausbildung war William Baltz auf zahlreichen Geschäftsfeldern wie der Landwirtschaft und dem Bankwesen tätig. Er war Mitglied des Bildungsausschusses von Millstadt und fungierte von 1892 bis 1917 als dessen Präsident. Zwischen 1897 und 1913 gehörte er dem Leitungsgremium des St. Clair County (Board of supervisors), dem er von 1908 bis 1911 vorstand.
Baltz wurde als Demokrat in den 63. Kongress gewählt und vertrat dort vom 4. März 1913 bis zum 3. März 1915 den Bundesstaat Illinois im US-Repräsentantenhaus. Bei den Wahlen 1914 konnte er seinen Sitz nicht verteidigen. Baltz war sechs Jahre Bürgermeister von Millstadt und wurde danach wieder in der Stadt geschäftlich tätig. Er starb dort 1943 und wurde auf dem Mount Evergreen Cemetery begraben.